# Червона підв'язка
«Червона підв'язка» — кінофільм режисера Маркуса Фішера, що вийшов на екрани в 2000 році.

## Зміст
Фільм починається з вродливої молодої жінки і незнайомця, що підійшов до неї. У нього на думці може бути все, що завгодно

## Ролі
| Актор               | Роль |
| ------------------- | ---- |
| Клаудіне Вільде     | -    |
| Арндт Шверінг-Сонрі | -    |
| Гаррі Голденберг    | -    |

## Знімальна група
- Режисер — Маркус Фішер
- Сценарист — Маркус Фішер
- Продюсер — Міхаель Ессер, Маркус Фішер, Верена Хочулі
- Композитор — Маркус Фішер, Маркус Фріцше